# 荷兰铁路6400型柴油机车
荷兰铁路6400型柴油机车（荷蘭語：NS 6400）是荷兰铁路所使用的一款四轴柴电动力柴油机车型号，于1988年至1994年由基尔机械制造厂及ABB共计生产了120台。

## 技术特点
该机车是根据荷兰铁路计划更换旧有的中等载重柴油机车，并由基尔机械制造厂及勃朗-包维利股份公司共同赢得订单的产物。其设计是基于DE1002型柴油机车进行了修改，并通过加入额外的设备而获得了比原有机车更多1.4米的长度，这主要是在荷兰首次应用的异步电动机组及ATB设备；转向架也比DE1002型更长，因为它以踏面制动取代了碟式煞車。

## 运用
荷兰铁路共订购了120台这一型号的机车，并被编号为6401号至6520号。
这些机车最初由荷铁货运（NS Cargo）持有，当该公司于2000年与德铁货运合并后，它们改为归属雷力昂比荷卢公司（Railion Benelux）。机车随后又成为继任公司雷力昂荷兰公司（后改称德铁辛克铁路荷兰）的资产，这是德铁辛克铁路设于荷兰的子公司。部分机车还加装了点状列车保护装置或鳄鱼式列车保护装置，以适应在德国和比利时境内的运营需求。
该机车可以在荷兰全境找到，其中大部分部署于阿姆斯特丹、基弗霍克编组站、罗森达尔、蒂尔堡、埃默里希、阿默斯福特、芬洛和兹沃勒等地。机车经常是双机或三机重联作业以牵引重载列车。
自2007年初起，雷力昂德国公司租赁了20台机车，并在德国境内以264型的型号使用。然而这些定型仅在内部进行，其原有的四位数编号仍然保留在机车身上。此后随着货运量的下跌，这项租用于2009年宣告终止。
许多机车都以男性名称命名，它们多来自于荷兰的律师、公司董事长或商人，例如6401号机车被命名为“明德特号”（Mijndert），这是源自庞氏公司（Pon company）的董事长明德特·庞（Mijndert Pon）。
两台机车在2010年11月被转售至欧洲隧道公司，并与后者既有的0001型机车共同运行。
由于2000年代末的经济大衰退，在2011年，编号为6401-6410号、6419号、6420号、6443-6460号、6462号、6471-6475号、6480-6494号、6496号、6498号以及6501-6503号的机车均被撤出运营。

### 事故
有数台机车于1993年被送往挪威国家铁路进行评估。在1993年10月3日，编号为6454号的机车在诺茨斯特兰德车站外5公里处的下坡路段中失控，并撞向站内停靠的一列客运列车，造成5人死亡。由于明显的刹车故障，这一类别的所有机车都被撤出运营；它被发现机件故障并非是导致事故的主要成因，而是由于控制阀在错误的位置闭合使得制动器已经失效。
2009年9月24日，6415号及6514号机车都参与了在巴伦德雷赫特附近与欧洲铁路穿梭的易安迪66系列机车（6616号）的碰撞事故，并造成1名火车司机死亡，另一人重伤。由于司机竭力刹车，它还避免了与客运列车的进一步相撞，虽然仍有部分乘客受伤。6415号及6514号机车于2010年3月被报废。造成该事故的部分原因被发现是其中一位火车司机的心脏问题所导致，他被认为很可能是因病发而通过了一个红色信号灯；此外轨道上的自动停车装置也是一种过时的类型。
6424号、6429号、6430号、6442号、6444号、6465号、6491号、6493号、6497号、6499号、6516号和6520号机车同样都曾因为碰撞受损，6437号是被失控的货车车厢撞毁，6501号则曾被卷入一宗与有轨电车相撞的事故。

## 涂装
该机车最初是采用荷兰铁路标准的灰色及黄色涂装，除了最后交付的10台机车（6511-6520号）——它们是采用了红色的涂装以及在端面上配以连接对角的白色条纹。在雷力昂完成收购后，这些机车会在侧面加入一个红色的雷力昂标贴，后来部分机车也采用了红色的雷力昂涂装。少数机车还会带有RailPro的涂装和标贴。机车的名称则会被漆印在驾驶室前端的顶板及窗顶之间。
- 灰黄色涂装的6450号机车
- 红色涂装的6514号机车
- 雷力昂涂装的6508号机车